# Cryptocreagris laudabilis
Espèce
Synonymes
- Microcreagris laudabilis Hoff, 1956

Cryptocreagris laudabilis est une espèce de pseudoscorpions de la famille des Neobisiidae.

## Distribution
Cette espèce est endémique du Nouveau-Mexique aux États-Unis. Elle se rencontre dans le comté de Cibola sur le mont Taylor.

## Description
Les mâles mesurent de 3,8 à 4,3 mm et les femelles de 4,6 à 5,5 mm.

## Systématique et taxinomie
Cette espèce a été décrite sous le protonyme Microcreagris laudabilis par Hoff en 1956. Elle est placée dans le genre Cryptocreagris par Ćurčić en 1984.

## Publication originale
- Hoff, 1956 : Diplosphyronid pseudoscorpions from New Mexico. American Museum Novitates, no 1780, p. 1-49 (texte intégral).